# Košarka na OI 2000.
Košarka na Olimpijskim igrama u Sydneyu 2000. godine uključivala je natjecanja u muškoj i ženskoj konkurenciji.

## Osvajači odličja
| Muški | Zlato | Srebro | Bronca |
| Muški | SAD Steve Smith Gary Payton Vince Carter Ray Allen Vin Baker Kevin Garnett Tim Hardaway Allan Houston Jason Kidd Antonio McDyess Alonzo Mourning Shareef Abdur-Rahim | Francuska Jim Bilba Yann Bonato Makan Dioumassi Laurent Foirest Thierry Gadou Cyril Julian Henry Palmer Antoine Rigaudeau Stéphane Risacher Laurent Sciarra Moustapha Sonko Frédéric Weis | Litva Gintaras Einikis Saulius Štombergas Eurelijus Žukauskas Dainius Adomaitis Šarūnas Jasikevičius Kęstutis Marčiulionis Tomas Masiulis Darius Maskoliūnas Ramūnas Šiškauskas Darius Songaila Mindaugas Timinskas Andrius Giedraitis |

| Žene | Zlato | Srebro | Bronca |
| Žene | SAD Ruthie Bolton-Holifield Teresa Edwards Yolanda Griffith Chamique Holdsclaw Lisa Leslie Nikki McCray DeLisha Milton Katie Smith Dawn Staley Sheryl Swoopes Natalie Williams Kara Wolters | Australija Carla Boyd Sandra Brondello Trisha Fallon Michelle Griffiths Kristi Harrower Jo Hill Lauren Jackson Annie la Fleur Shelly Sandle Rachael Sporn Michele Timms Jenny Whittle | Brazil Janeth Arcain Ilisaine David Lilian Gonçalves Helen Cristina Luz Silvia Andrea Luz Claudia Neves Alessandra Oliveira Adriana Pinto Cintia Santos Adriana Santos Kelly Santos Marta Sobral |